# ウモーナサウルス
ウモーナサウルス Umoonasaurus は、前期白亜紀アプチアンからアルビアン（約1億1500万年前）に生息していた首長竜の属。レプトクレイドゥス科に含まれる。本属は現在オーストラリア大陸である場所の浅い海に生息していた。全長2.5mでこのグループとしては小型である。ウモーナサウルスの特徴は頭骨の3つの鶏冠状突起である。学名はクーバーペディ（地名）のアボリジニの呼び名 “Umoona” （ウムーナ）に由来し｢長寿｣を意味する。
クーバーペディで発見されたオパール化した全身骨格が知られている。この標本はエリックという愛称を与えられている。シドニーのオーストラリア博物館のポール・ウィリスにより修復され、2010年にABCテレビの番組で特集が組まれた。